# Cricket Ground w Charlestown
Cricket Ground – stadion znajdujący się w miejscowości Charlestown, na wyspie Nevis w Saint Kitts i Nevis. Używany jest do meczów krykieta. Mieści 2300 osób.